# کوماربی
کوماربی که با نام‌های کوموروه،  کوماروی و کومارما نیز شناخته می‌شود، خدای هوری بود. او جایگاهی ارشد در پانتئون هوریان داشت و به عنوان «پدر خدایان» توصیف شده است. او به عنوان پادشاه خدایانی پیر و عزل شده به تصویر کشیده شد، اگرچه این مساله به احتمال زیاد منعکس کننده از دست دادن واقعی موقعیت رئیس پانتئون در مذهب هوری نیست، بلکه فقط یک روایت اساطیری است. اغلب تصور می‌شود که او یک خدای کشاورزی بوده است، اگرچه این دیدگاه عموماً پذیرفته نشده و شواهد برای آن محدود است. او همچنین با رفاه در ارتباط بود. اعتقاد بر این بود که او در جهان زیرین زندگی می‌کند.
چندین خدای هوری به عنوان فرزندان کوماربی در نظر گرفته می‌شدند، از جمله تشوب، که او پس از گاز گرفتن اندام تناسلی آنو حامله شد. آنها دشمن یکدیگر تلقی می‌شدند. در اسطوره‌هایی که به درگیری بین آنها می‌پردازند، کوماربی دشمنان مختلفی را به قصد جایگزینی خدای آب‌وهوا، به‌وجود می‌آورد، که یکی از آنان غول سنگی اولیکومی بود. کوماربی همچنین ارتباط نزدیکی با خدایان دیگری داشت که در پانتئون‌های مربوطٔ خود در جایگاه «پدر خدایان» قرار داشتند. از همان اوایل قرن هجدهم پیش از دوران مشترک، او با داگان ، خدای اصلی پانتئون سوریه داخلی در عصر برنز پیوند خورد. هر دوی آنها با الهه شلاش و خدای بین‌النهرینی انلیل مرتبط بودند. از قرن شانزدهم پیش از دوران مشترک به بعد، و احتمالاً قبل از آن، کوماربی و انلیل به عنوان همتا در نظر گرفته می‌شدند، اگرچه لزوماً با یکدیگر ادغام نمی‌شدند و می‌توانستند به عنوان دو شخصیت متمایز در یک اسطوره ظاهر شوند. یک نسخه سه زبانه از فهرست خدای ویدنر در اوگاریت کوماربی و انلیل را معادل خدای محلی ال معرفی می‌کند. بازسازی آزمایشی نسخه دو زبانه از امار همچنین ممکن است نشان دهد که او میتواند با ایشتاران مرتبط باشد.
پرستش کوماربی از مکان‌هایی واقع شده در تمام مناطق سکونت هوریان، از آناتولی تا کوه‌های زاگرس، گواهی شده است، اگرچه استدلال شده است که اهمیت او در حوزه آیین نسبتاً ناچیز بوده است. قدیمی‌ترین اشاره احتمالی به او در یک کتیبه سلطنتی از اورکش مربوط به دوره اکدی یا اور سوم رخ داده، اگرچه قرائت صحیح نام خدایی ذکرشده مورد بحث علمی است. همچنین در متون ماری از اوایل هزاره دوم پیش از دوران مشترک، به او اشاره شده است. گواهی‌های بیشتر از اوگاریت، آلالاخ، و از پادشاهی شرقی آرافا، جایی که او در آزوحینو پرستش می‌شد، موجود است. علاوه بر این، او در پانتئون هیتی‌ها گنجانده شد، و به عنوان یکی از اعضای آن در متون به دست آمده از هاتوسا ظاهر می‌شود، که گمان می رود منعکس‌کننده سنتهای کیزوواتنا باشد. تصویری از او در میان خدایان از جایگاه مقدس یازیلیکایا شناسایی شده است. در هزاره اول پیش از دوران مشترک، او همچنان در تائیت پرستش می‌شد و به عنوان یکی از خداییان آن در آیین‌های تاکولتو آشوری گواهی شده است. او همچنین در کتیبه‌های لووی از مکان‌هایی مانند کرچمیش و تل احمر گواهی شده است.
اساطیر بسیاری در پیرامون او شکل گرفته است. بسیاری از آنها به اصطلاحا چرخه کوماربی تعلق دارند که روایتگر چالش او با تشوب بر سر پادشاهی خدایان است. متن‌هایی که معمولاً در مورد تعلقشان به این چرخه توافق شده، شامل آهنگ کوماربی (احتمالاً در ابتدا به عنوان آهنگ ظهور شناخته شد)، آهنگ لاما، آهنگ نقره‌، آهنگ هداممو و آهنگ اولیکومی است. کوماربی در آنها به عنوان یک خدای مکار به تصویر کشیده شده است که رقیبان مختلفی را برای خلع یا نابود کردن تشوب ایجاد می‌کند. برنامه‌های او معمولاً در کوتاه‌مدت موفق هستند، اما در نهایت دشمنانی که او ایجاد می‌کند از قهرمانان شکست می‌خورند. متن‌های دیگری که گفته می‌شود بخشی از این چرخه هستند، عبارتند از: آهنگ دریا، آهنگ نفت، و دیگر روایت‌های پراکنده. کوماربی همچنین در اقتباسی از آترا-هاسیس ظاهر می‌شود، که در آن او نقشی را بازی می‌کند که در اصل به انلیل تعلق داشت.  اسطوره‌های متمرکز بر او اغلب با روایت‌های دیگری که از سنت سایر فرهنگهای همسایه شناخته شده است، مانند تئوگونیای بین‌النهرینی دوننو یا چرخه بعل اوگاریتی مقایسه می‌شود. همچنین معمولاً فرض بر این است که آنها بر تئوگونیا تأثیر داشتند، به ویژه در جانشینی حاکمان الهی و شخصیت کرونوس. آثار دیگری که برای نشان دادن تأثیرات مشابه مورد بحث قرار می‌گیرند عبارتند از تاریخ فنیقی فیلون بیبلوس و تئوگونی‌های مختلف اورفیک، مانند آنچه از پاپیروس دروینی شناخته شده است.

## نام
در خط میخی هجایی استاندارد، اسم خاص این خدا به شکل dKu-mar-bi نوشته می‌شد. صورتی دیگر از این نام، Kumurwe، در منابعی از نوزی گواهی شده است. در متن‌های به دست آمده در اوگاریت که به خط میخی الفباییِ محلی نوشته شده‌اند به صورت‌های kmrb (𐎋𐎎𐎗𐎁) یا kmrw (𐎋𐎎𐎗𐎆)، برگردان شده است که به ترتیب Kumarbi یا Kumarwi تلفظ می‌شوند.
نام کوماربی ریشه هوری دارد و می‌توان آن را به «او از کومار» ترجمه کرد. در حالی که چنین جای‌نام‌شناسی در هیچ منبع هوری تایید نشده‌است، گرنوت ویلهلم اشاره می‌کند که شباهت‌هایی با نام‌های هوری از هزاره سوم پیش از میلاد دارد و بر این اساس پیشنهاد می‌کند که ممکن است به سکونتگاهی اشاره کند که در دوره اولیه تاریخ هوری وجود داشته است که در منابع متنی مستند ضعیف است. او پیشنهاد می‌کند که نام آن به نوبه خود به ریشه هوری کوم (kum) به معنای «انباشته کردن» برمی‌گردد. نمونه‌هایی از دیگر نام‌های هوری با ساختار مشابه عبارتند از ناباربی («او از ناور») و احتمالاً حیریحبی («او از [کوه] حیریحی»). در حالی که استدلال شده‌است که آشتابی نمونه دیگری است، اما نام او در ابتدا به عنوان «اشتبیل» در ابلا نوشته شده‌است و به این ترتیب نمی‌توان آن را یکی دیگر از اصطلاحات ساختاری کوماربی مانند در نظر گرفت.

### نگارش لوگوگرافی
به عقیده آلفونسو آرچی، در برخی از متن‌های هوری، نام کوماربی با سومروگرام dNISABA نوشته شده است. از آن برای اشاره به داگان نیز استفاده شده است. به گفته آرچی، این هر دو قرارداد کتابت منشا یکسانی داشته‌اند.

## شخصیت
در متن‌های هوری از کوماربی به عنوان «پدر خدایان» یاد شده است. ولکرت هاس این مساله را به عنوان نشانه‌ای تعبیر کرده است که او را خدایی خالق می‌دانستند. جایگاه او در پانتئون خدایان هوری بالا بود و لقب او ewri («ارباب») بازتاب دهنده آن است. در اسطوره‌ها، او به عنوان یک پادشاه خدایان پیر و معزول تصویر می‌شد که پسرش تشوب جایگزین او شده است؛ اگرچه چنین فرض می‌شود که روایت ساختگی و سبب‌شناسانه برای توضیح ساختار پانتئون خدایان هوری بود و نه بازتاب بی‌اهمیت شدن در مقابل خدایی دیگر. با این وجود، گفته شده است که رابطه بین آنها ممکن است در ابتدا به عنوان راهی برای هماهنگ کردن دو پانتئون محلی و در اصل متمایز ایجاد شده باشد.

## ارتباط با سایر خدایان

### خانواده و درباریان
فرض بر این گرفته شده است که پدر کوماربی آلالو بوده است. بیان صریحی که این ارتباط را تایید می‌کند در متن KUB 33.120 (I 19: dKumarbiš dAlaluwaš NUMUN-ŠU) آمده است. معمولا به «کوماربی، از اولاد آلالو» ترجمه شده است. شواهد دیگری که این دیدگاه را تایید می‌کند، بخش‌هایی از معاهدات است که خدایان را به عنوان شاهدان الهی خود برمی‌شمارند، در چنین مواردی معمولا خدایان به ترتیب فهرست شده‌اند. هر دوی آنها به عنوان مثال در معاهده بین پادشاه هیتی موواتالی دوم و آلاکساندو از ویلوسا ظاهر شده‌اند. اسطوره‌ای که رابطه آنها را برقرار می‌کند، آهنگ کوماربی، ظاهرا شامل دو «سلسله» خدایان است که برای پادشاهی با هم رقابت می‌کنند. با این حال، این فرض توسط همه پذیرفته نشده است. تفسیری دیگر این است که آلالو پدر آنو در نظر گرفته شود که بین آلالو و کوماربی به عنوان پادشاه خدایان سلطنت کرد و او را پدر بزرگ کوماربی دانست. با این حال، کریستین زگول که از این نظریه حمایت می‌کند، می‌پذیرد که اثبات آن دشوار است. با این وجود، او مفهوم دو سلسله جداگانه را زیر سؤال می‌برد و استدلال می‌کند که هیچ نمونه دیگری اسطوره الهیاتی که شامل دو خانواده از خدایان باشد، شناخته شده نیست. با همه اینها، به گفته ویلفرد جی. لمبرت جانشینی ارباب و خدمتکار به جای اعضای یک خانواده کاملا ناشناخته نیست، و علاوه بر شرح سرنگونی آنو توسط کوماربی، نمونه‌ای دیگر از آن ممکن است بخشی از تئوگونی دونو باشد که بر شخصیتی بی‌نام متمرکز است که به نظر عنوان خدمتکار (ṣiḫru) را با خود دارد و نه عنوان فرزندِ (māru)  خدایی را که خلع می‌کند.

### کوماربی و سایر «پدران خدایان»
کوماربی ارتباط نزدیکی با داگون، خدای اصلی پانتئون داخلی سوریه در عصر برنز داشت. این ارتباط به حداقل سده هجدهم پیشا دوران مشترک برمی‌گردد. این نظریه مطرح شده است که شخصیت کوماربی تا حدی تحت تاثیر او بوده است، یا حتی او در ابتدا به عنوان همتای هوری این خدا رشد کرده است. در آشورشناسی تطبیق این دو خدا برای اولین بار توسط امانوئل لاروش انجام شده است. برابر کردن صریح داگون با کوماربی در فهرست خدایان وجود ندارد اما شواهد دیگری به نفع تطبیق این دو در دسترس است. از جمله این شواهد، جایگاه مشابه آنها در پانتون‌های مربوط در نقش «پدران خدایان» است و به ویژه خدای آب و هوا، و ارتباط مشترک آنها با شلاش و انلیل. علاوه بر این، تل بیعه، مرکز آیینی داگون، در آهنگ هدامو به عنوان شهری مرتبط با کوماربی ذکر شده است. همچنین گاهی فرض می‌شود که کوماربی را می‌توان آشکارا به عنوان «داگان هوری‌ها» نام برد.

## پرستش
کوماربی یکی از خدایان «پان هوری» بود. به این ترتیب، او در تمام مناطقی که هوری‌ها در آن زندگی می‌کردند، از جنوب شرقی آناتولی در غرب تا کوه‌های زاگرس در شرق، پرستش می‌شد. با این وجود، گفته شده است که اهمیت او در حوزه کالت نسبتا ناچیز بوده است و اشاره به او در متن‌های دینی نسبتا نادر است.

### پذیرش هیتی‌ها
کوماربی یکی از خدایان هوری بود که در امپراتوری هیتی‌ها نیز مورد پرستش قرار گرفتند. بسیاری از متن‌های آیینی که با ذکر نام او در هاتوسا به دست آمده‌اند، پیشینه هوری دارند و احتمالا از کیزوواتنا سرچشمه گرفته‌اند.

### گواهی پسین
کوماربی ظاهرا در تایتی، شهری در میتانی که توسط امپراتوری آشور (در دوران سلطنت ادد-نیراری یکم) فتح شد، اهمیت خود را در کنار دو خدای اصالتا هوری، ناباربی و سامنوها، تا دوره امپراتوری آشوری نو حفظ کرد. هر سه آنها در متن Tākultu  گواهی شده‌اند.

## اساطیر
کوماربی در اساطیر هوری نقشی محوری داشته است. اساطیر پیرامون او اکثرا در هاتوسا به دست آمده‌اند و اغلب آنان ترجمه‌های هیتی از این اسطوره هستند. اما همانگونه که گری بکمن اشاره کرده است مضمون‌های آن، مانند درگیری بر سر پادشاهی در آسمان، بیشتر بازتاب الهیات هوری  و نه هیتی است. به گفته آلفونسو آرچی، این اساطیر در ابتدای قرن چهاردهم پیشا دوران مشترک و در دوره نفوذ فزاینده فرهنگ هوری بر هیتی، انتقال یافتند.

### چرخه کوماربی
«چرخه کوماربی» دسته‌بندی علمی تعدادی از اساطیر با مرکزیت این خدای نام‌بخش است. این اسطوره، به عنوان «بی‌تردید شناخته‌شده‌ترین اثر ادبی کشف شده در آرشیوهای هیتی» توصیف شده است. متن‌های منفرد با سومروگرام SÌR، «آهنگ»، نامیده شده‌اند، همان نشانی که برای تصنیف‌های هیتی درباره قهرمانی‌های گیلگمش به کار رفته است. واژه هوری مربوط به این علامت ناشناخته است، در حالی که در هیتی به احتمال زیاد به صورت išḫamai- خوانده می‌شد. واژگان آغازین حفظ شده نشان می‌دهد که ممکن است آنها به آواز خوانده می‌شدند. با این حال، مشخص نیست که آیا آنها لزوماً از تصنیف‌های شفاهی سرچشمه گرفته باشند، با وجودی که اتکای شدید به گفتار مستقیم ممکن است احتمال اجرای نسخه‌های کشف‌شده را بیشتر پشتیبانی کند.
درون‌مایه اصلی اسطوره‌هایی که با عنوان «چرخه کوماربی» گروه‌بندی شده‌اند، تلاش‌های کوماربی برای خلع کردن تشوب است. متن‌های جداگانه اغلب او را به عنوان حیله‌گر (ḫattant-)، توصیف می‌کنند و او را در حال طراحی نقشه‌های جدید برای شکست خدای آب‌وهوا نشان می‌دهند. همانطور که دانیل شومر اشاره کرده، نویسندگان باستانی حس تعلیق را به روایت‌ها وارد کردند. این کار از طریق موفقیت‌آمیز نشان دادن نقشه‌ها در کوتاه مدت انجام شده است. معمولاً آنها دشمن جدیدی را درگیر می‌کنند که کوماربی برای نبرد با تشوب ایجاد کرده است. با این حال، دشمنان در نهایت شکست می‌خورند، اگرچه لزوماً نابود نمی‌شوند. هری هافنر اشاره کرده است که به نظر می‌رسد اسطوره‌ها دو شخصیت اصلی و متحدانشان را به شیوه‌های متضادی نشان می‌دهند: کوماربی را چهره‌های مرتبط با جهان زیرین، مانند آلالو ، دریای خدایی‌شده، اولیکومی یا خداییان ایرشیرا یاری می‌کنند، در حالی که تشوب را خداییان آسمانی مانند شاوشکا، شیمیگه، کوشوح، آشتابی یا هپات و کنیزش تاکیتو همراهی می‌کنند.
پنج اسطوره‌ای که معمولا بخشی از این چرخه در نظر گرفته می‌شوند عبارتند از: آهنگ کوماربی (CTH 344)، آهنگ لاما (CTH 343)، آهنگ نقره (CTH 364)، آهنگ هدامو (CTH 348) و آهنگ اولیکومی (CTH 345). ترتیب آنها که در بخش‌های زیر استفاده می‌شود، متداول‌ترین ترتیب پذیرفته شده را منعکس می‌کند. با این حال، تعداد کلی متن‌هایی که ممکن است در اصل این چرخه را تشکیل داده باشند، مشخص نیست. آنا ماریا پولوانی پیشنهاد می‌کند که ممکن است چرخه‌های متعددی از اسطوره‌های مربوط به کوماربی وجود داشته باشد، و چنین فرض می‌کند که روایتهای شناخته‌شده لزوماً یک کل منسجم را تشکیل نمی‌دهند. آلفونسو آرچی بیان می‌کند که تلاش‌ها برای چیدمان آن‌ها بر اساس ترتیب زمانی، تنها منعکس‌کننده «نیازهای هرمنوتیکی» معاصر هستند، اگرچه او موافق است که برچسب «چرخه کوماربی» به دلایل عملی برای ارجاع به اسطوره‌هایی که به تعارض بین کوماربی و تشوب می‌پردازند باید در مطالعات علمی حفظ شود. اریک ون دونگن پیشنهاد پولوانی را لزوماً نادرست نمی‌داند، اگرچه او می‌گوید به دلیل وضعیت نگهداری اسطوره‌های منفرد و مضامین مشترک بین آن‌ها، در حال حاضر تفکیک به چرخه‌های چندگانه غیرممکن است و همچنان بهتر است که در پژوهش‌های علمی یک چرخه واحد دانسته شوند. با این حال، او پیشنهاد می‌کند که شاید بهتر باشد که به آن به عنوان «چرخه پادشاهی در آسمان» اشاره شود تا چرخه کوماربی. کارلو کورتی، در حالی که وجود چرخه‌ای از اسطوره‌ها را می‌پذیرد که در حول کوماربی شکل گرفته است، برچسبی را که به آن‌ها زده شده را نیز زیر سؤال برده و پیشنهاد می‌کند که نامیدن آن‌ها به چرخه تشوب، محتوایشان را با دقت بیشتری منعکس می‌کند. پیوتر تاراچا نیز از این اعتراض حمایت می‌کند.

#### آهنگ کوماربی(آهنگ پیدایش)
بر این موضوع که آهنگ کوماربی آغاز چرخه کوماربی است، توافق همگانی وجود دارد. شناخته‌شده‌ترین نسخه از متن، لوح KUB 33.120 است که در وضعیت خوبی نگهداری نشده و تنها حدود ۱۲۵ تا ۱۵۰ سطر از ۳۵۰ سطر اصلی باقی مانده است. در سال ۱۹۵۰، امانوئل لاروش لوح KUB 33.119 را به عنوان بخش دیگری از داستان  شناسایی کرد. بخشهای دیگری در KUB 48.97 + 1194/u شناسایی شده است. قطعات شناخته شده دیگر عبارتند از KUB 36.31، KUB 36.1 و KBo 52.10. متن کوتاهی که به زبان هوری نوشته شده است، KUB 47.56، به دلیل ذکر آلالو، آنو و کوماربی، گونه‌ای احتمالی از همان افسانه دانسته می‌شود، اگرچه به دلیل درک ناقص زبان هوری، محتوای آن نامشخص است. لوح اصلی مربوط به دهه‌های اول قرن چهاردهم است، اما تصنیف ممکن است قدیمی‌تر باشد. امیر گیلان آن را «یکی از بهترین و ماهرانه‌ترین آثار ادبی بازمانده از دنیای هیتی» توصیف کرده است.
در اصل عنوان آهنگ کوماربی  را هانس گوستاو گوتربوک پیشنهاد کرد. با این حال، اولین ترجمه از متن با عنوان پادشاهی در میان خدایان منتشر شد. از آن با نامهای دیگری چون  پادشاهی در آسمان یا تئوگونیا نیز یاد شده است. انتشارات جدیدتر از عنوان آهنگ پیدایش استفاده می‌کنند.  این موضوع بر اساس پیوست‌های جدید به متن‌ها شکل گرفت، از جمله یک انجامه، که در ابتدا در سال ۲۰۰۷ شناسایی شد. همانطور که کارلو کورتی اشاره کرد، متن در آن به عنوان آهنگ GÁ✕È نامگذاری شده، که بر اساس اطلاعات ارائه شده در نسخه چند زبانه فهرست واژگانی اریمهوش می‌توان آن را نوشته‌ای از عبارت هیتی para-kán pauwar تعبیر کرد که این امکان را ایجاد می‌کند تا عنوان را ترجمه تحت‌اللفظی به «آهنگ عزیمت» کرد و یا به صورت استعاری به معنای «آهنگ پیدایش» یا «آهنگ خاستگاه» دانست. این قطعه همچنین شخصی به نام اشهاپالا را کاتب مسئول رونوشت کردن متن معرفی می‌کند.
اسطوره با فراخواندن خدایان آغازین شروع می‌شود که از آنها دعوت می‌شود به آهنگ راوی در مورد کردار کوماربی و به روایتِ سلطنت سه «پادشاه در آسمان» گوش دهند، بدون آنکه منشأ هیچ یک از آنها گفته شود. اولین پادشاه خدایان آلالو است که پس از نُه سال آنو، جامدارش او را سرنگون و مجبور می‌کند به «زمین تاریک»، جهان زیرین،  بگریزد. آنو نیز به نوبه خود توسط جامدار خود، کوماربی، که به عنوان «قلمه آلالو» توصیف می‌شود، سرنگون می‌گردد، که او نیز پس از نُه سال خدمت به جنگ روی آورد. برخی از فهرست‌های  کالوتی  که به آیین تشوب تعلق دارند، ترتیبی از خداییان را حفظ کرده‌اند که بازتاب جانشینی توصیف شده در این قسمت است. طول دوره سلطنت به احتمال زیاد نمادین است و به گفته گری بکمن در پرتو موضوعات اصلی این اثر ممکن است اشاره‌ای به نُه ماه بارداری انسان باشد. کوماربی پس از شکست دادن آنو به او اجازه داد تا فرار کند، البته تنها پس از گاز گرفتن و قورت دادن اندام جنسی او. سپس آنو به او طعنه می‌زند:
کوماربی مقداری از مِنی آنو را به بیرون تف می‌کند که بر کوه کانزورا می‌افتد و تاشمیشو را حامله می‌شود، اگرچه این امر هنوز دو کودک باقی‌مانده را در درون کوماربی باقی می‌گذارد و او برای جستجوی راه‌حل به نیپور سفر می‌کند. اشاره به این شهر بازتاب سنت الهیات شناخته شده از محیط سوری-هوری دانسته می‌شود که بر اساس آن کوماربی و خدای اصلی آن، انلیل ، همتای یکدیگر تلقی می‌شدند. او ظاهراً بهترین روش عمل را با آنو، ائا و تشوب، که در این قسمت که با صفت KA.ZAL خوانده شده، مورد بحث قرار می‌دهد. به دنبال استدلال خدای آب‌وهوا مبنی بر اینکه تنها راه امن برای ترک بدن کوماربی، شکافتن جمجمه کوماربی است، الهه‌های سرنوشت این عمل را انجام می‌دهند و متعاقباً سر را «مانند جامه» ترمیم می‌کنند، و در همان حال ظاهرا رودخانه دجله نیز از مسیر نامشخص دیگری خارج می‌شود. کوماربی علاقه‌ای به فرزندان تازه متولد شده خود ندارد و می‌خواهد که تشوب (که در اینجا به نام NAM.ḪÉ، «وفور» نامیده می‌شود) را به او تحویل دهند تا بتواند او را ببلعد یا خرد کند. با این حال، به جایش سنگی به او داده می‌شود و او در تلاش برای گاز گرفتن آن، دندان‌هایش را می‌شکند.
نتیجه نهایی اسطوره، اگرچه حفظ نشده، به احتمال زیاد برای تشوب مطلوب بوده است. با این حال، هنوز سلطنت بر خدایان به او داده نشده، و در قسمت باقیمانده ظاهراً او ابراز نارضایتی می‌کند و خدایان باستانی را نفرین می‌کند.

#### آهنگ لاما
آهنگ لاما که همچنین با عنوان آهنگ کال نیز شناخته می‌شود، بر خدایی متمرکز است که با سومروگرام LAMMA نشان داده شده است. بعید به نظر می‌رسد که منظور از لامای بین‌النهرینی ( لاماسو) باشد، و آلفونسو آرچی پیشنهاد می‌کند که این نام یک نوشته لوگوگرافی نام کرهوهی است. در ابتدای روایت، LAMMA موفق می‌شود تشوب و شاوشکا را شکست دهد. کوماربی و ائا او را به پادشاهی خدایان انتخاب می‌کنند. او توصیه‌های کوبابا را مبنی بر اینکه با خدایان دیگر ملاقات کند، نادیده می‌گیرد. در نتیجه ائا و کوماربی در نهایت از او ناراضی می‌شوند. اولی یک پیام‌آور را به جهان زیرین می‌فرستد تا درباره چگونگی خلع LAMMA با نارا-ناپشارا، یک جفت از خداییان آغازین صحبت کند، و در پایان ظاهراً از تشوب شکست می‌خورد و سپس تحت انقیاد او قرار می‌گیرد.
آنا ماریا پولوانی اشاره می‌کند که به نظر می‌رسد آهنگ لاما نشان می‌دهد که کوماربی لزوماً همیشه به دنبال پادشاهی برای خود یا پسرانش تصویر نمی‌شد، زیرا او همچنین از LAMMA حمایت می‌کند. با این حال، هری هافنر استدلال می‌کند که ممکن است که او نیز پسر کوماربی در نظر گرفته شود.

#### آهنگ نقره
طبقه‌بندی آهنگ نقره به عنوان بخشی از چرخه مورد پذیرش همگانی نیست. متن صریحا به پادشاهی در میان خدایان یا به شکست شخصیت نام‌بخش، نقره، اشاره نمی‌کند و این فرض که از نظر ساختاری شبیه اسطوره‌های دیگرِ متعلق به چرخه کوماربی است، در همان حال که پذیرفتنی اما بر پایه حدس است.
در آغاز، راوی از نقره تمجید می‌کند و «مردان خردمند» را منبع اطلاعات درباره او می‌داند. دانیل شومر او را به عنوان جان‌بخشی به فلزی که او نمادش است، تعبیر می‌کند. او به عنوان پسر یک زن فانی و خدایی توصیف می‌شود که به عنوان «پدر اورکش» توصیف می‌شود که گمان می‌رود کوماربی باشد. نام نقره بدون اصطلاحا دترمیناتیو الهی نوشته شده، و طبق گفته آلفونسو آرچی، این اسطوره به احتمال زیاد منعکس‌کننده این باور است که زوجی متشکل از یک خدا و یک فانی فرزندان فانی خواهند داشت.
پسران دیگر نقره را مسخره می‌کنند زیرا او بدون پدر بزرگ شده است. با این حال، او در واقع یتیم نیست، زیرا پدرش فقط او را رها کرده است. مادرش سرانجام با ترس به او فاش می‌کند که پدرش کوماربی است، خواهر و برادرش تشوب و شاوشکا هستند و باید به اورکش برود، اما وقتی به این شهر می‌رسد متوجه می‌شود که او از خانه‌اش رفته است و در عوض سرگردان کوه‌ها می‌شود. بقیه اسطوره خوب حفظ نشده، اما بر اساس بازسازی هری هافنر، نقره با خدایان آسمانی مقابله می‌کند و خورشید و ماه را به طور موقت از آسمان پایین می‌آورد. با وجود موفقیت اولیه، احتمالاً متعاقباً شکست می‌خورد.

#### آهنگ هدامو
در آهنگ هدامو، کوماربی حریف جدیدی، یک هیولای دریایی حریص، را به وجود می‌آورد تا تشوب را شکست دهد. او پس از ملاقات کوماربی با دریای خداشده (کیاشه) و تصمیم کوماربی که از دختر دریا، شرتاپشوروهی، صاحب فرزند شود، نطفه می‌بندد. فرزندان آنها به عنوان tarpanalli («جانشین»، «رقیب») تشوب توصیف می‌شوند.
ظاهراً پیدایش اولیه هدامو منجر به رویارویی ویرانگر بین متحدان تشوب و کوماربی می‌شود که بشریت را در معرض خطر قرار می‌دهد و این امر ائا را وادار می‌کند تا هر دو جناح را در مجلس الهی سرزنش کند:
آنا ماریا پولوانی اشاره می‌کند که ظاهراً ائا، کوماربی و تشوب را به عنوان همتراز معرفی می‌کند. همچنین اشاره شده که این صحنه ظاهراً آغاز جدایی ائا از کوماربی است که در نهایت منجر به حمایت او از تشوب علیه او در آهنگ اولیکومی می‌شود. کوماربی از سرزنش شدن در مقابل خدایان دیگر ناخشنود است و احتمالاً خود را پسر آلالو می‌نامد، در حالی که از سخنان ائا شکایت می‌کند، از خدایی با نام آمزادو در زمینه‌ای نامعلوم یاد می‌کند. او متعاقباً به خدمتکار خود موکیشانو دستور می‌دهد از طریق یک مسیر زیرزمینی مخفی برای احضار خدای دریا به جلسه‌ای که در طی آن برنامه‌های خود را مورد بحث قرار می‌دهند، برود. تکه‌های باقی‌مانده آماده‌سازی شاوشکا را برای رویارویی دوم با هدامو روایت می‌کند، که احتمالاً به شکست او (در پایانی که اکنون گم‌شده) ختم می‌شود.

#### آهنگ اولیکومی

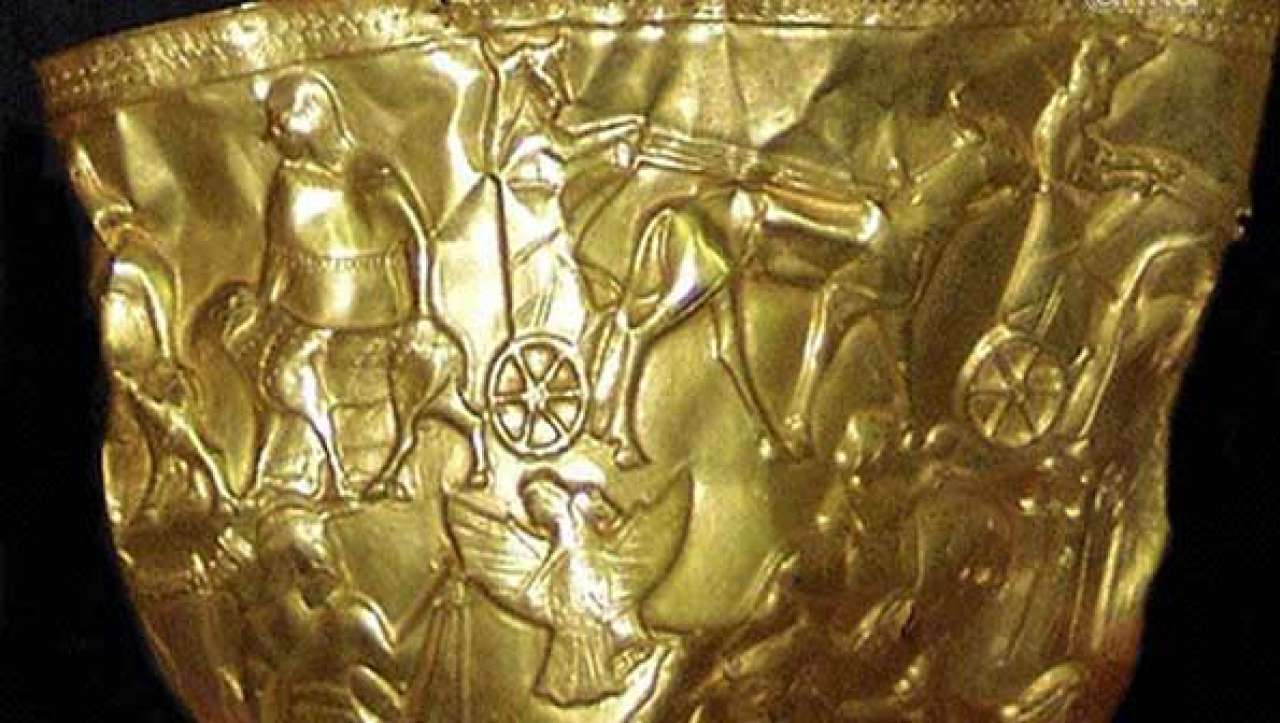
نمایش احتمالی صحنه‌هایی از آهنگ اولیکومی بر روی جام طلای حسنلو

آهنگ اولیکومی بر تلاش کوماربی برای از بین بردن تشوب با کمک اولیکومی متمرکز است. اولیکومی یک غول سنگی است که نامش به معنای «کومه را ویران کن!» است و کومه شهر تشوب است. اشاره شده است که این هدف صریح یک بعد شخصی به تعارض می‌بخشد. هر دو نسخه هیتی و هوری وجود دارند، اگرچه آنها ترجمه مستقیم یکدیگر نیستند، که ممکن است نشان دهد این اسطوره به صورت شفاهی منتقل شده است. به احتمال زیاد گردآورندگان آن با آهنگ هدامو آشنا بوده‌اند.  در هر دو اسطوره، رقبا به عنوان «جانشین» (tarpanalli) خطاب می‌شوند. علاوه بر این، هر دو کوماربی و خدای دریا را متحدِ یکدیگر به تصویر می‌کشند، و در هر دو شاوشکا (dIŠTAR) تلاش می‌کند هیولاهای نام‌بخش را اغوا کند تا آنها را مقهور سازد.
در ابتدای تصنیف، کوماربی طرحی جدید می‌اندیشد و از اورکش به چشمه‌ای سرد سفر می‌کند و در آنجا سنگ عظیمی را می‌بیند که به نظر او کاندید مناسبی برای آبستن کردن و برای ایجاد حریف جدیدِ تشوب است. پس از یک افتادگی، دریا پیام‌آور خود، ایمپالوری، را می‌فرستد تا از کوماربی بپرسد که چرا از او عصبانی است و او را برای جشنی دعوت کند، که متعاقباً کوماربی همراه با پیام‌آورش موکیشانو در آن شرکت می‌کند. قسمت بعدی باقی مانده، که قبل از آن افتادگی دیگری وجود دارد، تولد پسر جدید کوماربی را توصیف می‌کند. کودک توسط الهه‌های سرنوشت به او تقدیم می‌شود و او اعلام می‌کند که نامش اولیکومی خواهد بود. این صحنه ممکن است بر روی جام طلای حسنلو ترسیم شده باشد. کوماربی بیان می‌کند که اولیکومی می‌تواند در آینده تشوب را نابود کند، اما فعلاً باید پنهان شود و از دید خدای آب‌وهوا و متحدانش دور شود تا زمانی که رشد کرده باشد  و به ایمپالوری دستور می‌دهد که خدایان ایرشیرا را احضار کند. او به ایرشیرا اعتماد می‌کند تا او را به جهان زیرین ببرند و او را بر دوش اوپلوری، موجودی اطلس‌مانند بگذارند. آن‌ها ابتدا آن را نزد انلیل می‌برند، که فوراً او را به‌عنوان محصول «توطئه شیطانی» کوماربی می‌شناسد و می‌داند که او قرار است جایگزین تشوب شود. سپس اولیکومی طبق دستور کوماربی بر روی شانه اوپلوری قرار می‌گیرد. تشوب و یارانش بعداً تلاش می‌کنند تا با اولیکومی که کاملاً رشد یافته بجنگند، اما موفق نمی‌شوند او را شکست دهند و او در نهایت موفق می‌شود دسترسی به معبد هپات همسر تشوب را مسدود کند و او را در داخل به دام بیاندازد. در نهایت تشوب  به پیشنهاد تاشمیشو از ائا کمک می‌گیرد. ائا متعاقباً با انلیل، اوپلوری و «خدایان آغازین»ِ ساکن در جهان زیرین مشورت می‌کند و ابزار اولیه‌ای را که مدتها پیش برای جدا کردن زمین از آسمان استفاده شد، بازیابی می‌کند، و با آن قصد دارد اولیکومی را از اوپلوری جدا کند. پس از آن تشوب بار دیگر با غول مبارزه می‌کند. احتمالاً این تصنیف با پیروزی خدای آب‌وهوا به پایان می‌رسد.

#### متن‌های احتمالا مرتبط
معمولا اسطوره تکه‌تکه‌ای که در لوح KBo 22.87 باق مانده است را بخشی از چرخه کوماربی در نظر می‌گیرند.

### اسطوره‌های دیگر
در یکی از نسخه‌های هیتی آترا-هاسیس (KUB 8.63 + KBo 53.5) (که احتمالا از هوری اقتباس شده است) کوماربی در نقشی که به انلیل در نسخه اصلی اکدی داده شده، ظاهر شده است. مردی به نام همشا به پسرش، قهرمان داستان، از اقداماتی که این خدا در پی انجامشان است، خبر می‌دهد اما جزئیات این اقدامات باقی نمانده‌اند. همچنین، کوماربی در متنِ لووی-هوریِ آیینی و شفابخش ذکر شده که بر قهرمان طوفان متمرکز است، این متن در گذشته گاهی به عنوان بخشی از اسطوره گیلگمش طبقه‌بندی شده است. از آن دو لوح به دست آمده است (KUB 8.62 and Bo 5700).

### مطالعه تطبیقی
پیوتر تاراچا پیشنهاد کرده که پیروزی تشوب بر کوماربی و متحدانش که سنتاً بخشی از چرخه کوماربی گروه‌بندی می‌شود، مثالی از بن‌مایه آفرینش از آشوب باشد. ولکرت هاس نقش ضد قهرمان کوماربی را در به دنبال سرنگون کردن خدایی دیگر با اساطیر مربوط با انمشارا در بین‌النهرین و موت در اوگاریت مقایسه کرده و پیشنهاد داده که همه این روایت‌ها می‌تواند به شکلی نمادین بازگوکننده زمان‌های قحطی یا سایر مشکلات باشند.
کریستوفر متکالف پیشنهاد می‌کند که شرح نقش موقت کوماربی به‌عنوان جام‌دار ممکن است از سنت بین‌النهرین گرفته شده باشد. او آن را با افسانه‌هایی درباره به قدرت رسیدن سارگون اکد، مانند افسانه سومری سارگون  یا بخش مربوط به تواریخ ویدنر مقایسه می‌کند، که در آن او به طور مشابه پادشاه خیالی اورزابابا کیش را پس از خدمت به عنوان جام‌دارش و یا گذر زمان، سرنگون می‌کند.
ویلفرد جی. لمبرت، شباهت‌های بین صعود کوماربی به سلطنت و اسطوره بین‌النهرینی تئوگونیای دانو را ذکر کرده است. به این مساله اشاره شده که در نقطه‌ای از اسطورهٔ اخیر، پادشاهی را «خدمتکار آسمان» (seḫer dḫamorni) که نامش ذکر نشده، تصاحب می‌کند. این بخش از روایت در حالی که به اکدی نوشته شده از وام‌واژه هوری برای اشاره به آسمان استفاده می‌کند. لمبرت همچنین اظهار داشت که یک متن توضیحی با اشاره به «روزی که آنو شاه را مقید کرد، روزی که مردوک پادشاه آنو را مقید کرد» ممکن است همتای بابلی جانشینیِ پادشاهانِ خدایان در اسطوره‌های متمرکز بر کوماربی تفسیر شود. هرچند او همچنین خاطرنشان کرد که به احتمال زیاد بازتاب‌دهنده سنتی است که در بین معاصران نویسنده به خوبی شناخته شده اما مستقیماً حفظ نشده بود.
مقایسه‌هایی بین چرخه کوماربی و چرخه بعل اوگاریتی انجام شده است، که آن نیز به مبارزه برای پادشاهی در میان خدایان می‌پردازد. چنین استدلال شده که شباهت‌هایی بین تصویرسازی روابط بین کوماربی، کیاشه و تشوب با روابط بین ال، یم و بعل وجود دارد، اما دانیل شومر اشاره می‌کند که آنها یکسان نیستند، زیرا کوماربی فعالانه درگیری را برمی‌انگیزد در حالی که ال منفعل است. همچنین نوگا آیالی-دارشان  پیشنهاد می‌کند که توصیف بعل به‌عنوان «پسر داگان» ممکن است ناشی از اقتباس از سنت هوری در مورد کوماربی و آنو که پدران تشوب هستند، باشد، به طوری که ال نقش کوماربی را به عنوان دشمن بعل و داگان نقش متحد او را بازی می‌کند. با این حال، مارک اس. اسمیت اشاره می‌کند که ال مستقیماً با بعل مخالف نیست و در نهایت حتی برای مرگ او سوگواری می‌کند (KTU 1.5 VI). با این وجود او می‌پذیرد که صحنهٔ نام‌گذاری یم (رقیب بعل) توسط ال را می‌توان با نامگذاری اولیکومی توسط کوماربی در آهنگ اولیکومی مقایسه کرد. او همچنین خاطرنشان می‌کند که هر دو روایت در کوه سافون اتفاق می‌افتد.
به شباهت‌هایی بین آهنگ دریا و پاپیروس آستارته در مصر باستان اشاره شده است. آنها شامل توصیفی هستند از دریا که زمین را پوشانده، خدایی مرتبط با غلات (به ترتیب کوماربی و رنه‌نوتت) که از خدایان دیگر درخواستِ خراج می‌کنند و به دنبال آن، الهه‌ای که ارتباط نزدیکی با خدای آب‌وهوا دارد (به‌ترتیب شاوشکا و آستارته) برای بردن آن انتخاب می‌شوند. یک قطعه منفرد که لباس درآوردنِ آستارته را توصیف می‌کند، علاوه بر آن شباهت‌هایی دارد به صحنه‌هایی از اسطوره‌های هداممو و اولیکومی که شاوشکا در آن نقش دارد. نقشی که به رنه‌نوتت اختصاص داده شده غیرعادی تلقی می‌شود، زیرا او برخلاف کوماربی در مذهب هوری، یک خدای کوچک در دین مصر باستان بود. از آنجایی که انتقال مستقیم از منبع هوری غیرقابل قبول تلقی می‌شود، نوگا آیالی-دارشان پیشنهاد می‌کند که هر دو اسطوره از شام به فرهنگهای مربوط منتقل شده‌اند. به طور مشابه دانیل شومر  درنظر می‌گیرد که هر دوی آنها اقتباسی از یک روایت فرضی هستند که از شمال سوریه سرچشمه می‌گیرد.

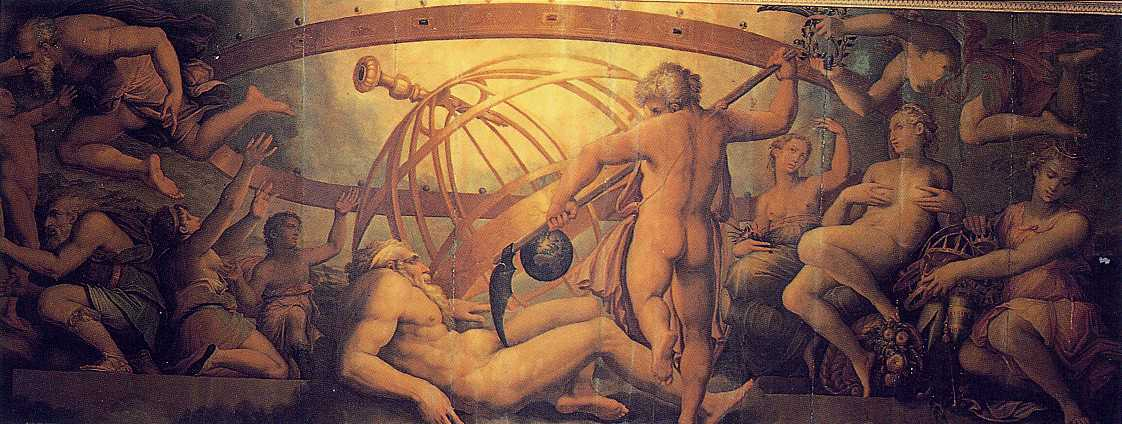
نقاشی قرن شانزدهم، اثر جورجو وازاری و کریستوفورو گراردی، نمایشگر اخته‌شدن اورانوس است. این اسطوره یونانی احتمالا از چرخه کوماربی تاثیر گرفته است.

از همان اوایل دهه ۱۹۴۰ استدلالهایی مطرح شد مبنی بر اینکه چرخه کوماربی حاوی اسطوره‌هایی است که می‌توان آنها را پیشرو این اساطیر در تئوگونیا هسیود دانست. به ویژه مقایسه‌هایی بین نقش‌های کوماربی و کرونوس صورت گرفته، و به‌شکل گسترده‌تر به جانشینی «پادشاهان در آسمان» و سلطنت اورانوس، کرونوس و زئوس پرداخته شده است. امروزه وجود رابطه بین این دو متن به طور گسترده پذیرفته شده است. اخته شدن یک خدای آسمان، و نیز احتمالاً بلعیدن صخره به جای یک خدایی، دو عنصر از اسطوره کوماربی است که چنین در نظر گرفته می‌شود یونانیان آنان را پذیرفته‌اند. گری بکمن در مورد اینکه آیا یونانیها لزوماً تمام عناصر مشترک این دو اسطوره را مستقیماً از اسطوره‌های کوماربی دریافت کرده‌اند ابراز تردید کرده است و پیشنهاد داده که آنها ممکن است به محیط فرهنگی مدیترانه تعلق داشته باشند. او در عین حال به تولد تشوب از جمجمه شکافتهٔ کوماربی به عنوان «قالبی» برای اسطورهٔ تولد آتنا از سر زئوس اشاره کرد. ایان رادرفورد نیز این پیشنهاد را قابل‌قبول می‌داند. به تفاوت‌های چرخه کوماربی و تئوگونیا نیز اشاره شده است: اگر تعبیر رایج که آلالو و کوماربی با آنو نسبتی ندارند پذیرفته شود، در اسطورهٔ قدیمی‌تر سلطنت از پدر به پسر منتقل نمی‌شود. علاوه بر این، کوماربی برای اخته کردن آنو از سلاح استفاده نمی‌کند، بلکه از دندان‌های خود استفاده می‌کند. کارولینا لوپز-روئیز قبول دارد که علیرغم تفاوت‌ها، تئوگنیا نشان‌دهندهٔ دریافت یونانی از چرخه کوماربی است، اما او خاطرنشان می‌کند که مشابهت نزدیک‌تری را می‌توان در تئوگونیای اورفیسمی در پاپیروس دروینی یافت، که در آن زئوس اورانوس را اخته می‌کند، اندام جنسی او را می‌بلعد و در نتیجه کیهان را آبستن می‌شود، که به گفته او جانشینی از آنو تا کوماربی را بهتر منعکس می‌کند. او اشاره می‌کند که کوماربی و کرونوس در تئوری چهره‌هایی شبیه‌تر به یکدیگر بودند، و فرض می‌کند که این بن‌مایه برای زئوس بازتفسیر شده، زیرا نویسنده این متن می‌خواست بر قدرت خلاقیت او تأکید کند. اسطوره‌های اورفیسمی مشابه دیگر شامل روایتی از اخته شدن کرونوس توسط زئوس و قطعه‌ای در راپسودی‌های اورفیسمی است که در آن خدای اخیر، فینس (شخصیتی که در این زمینه به عنوان جد او توصیف می‌شود) را می‌بلعد.
برای بسط بحث در مورد تأثیر احتمالی چرخه کوماربی و تئوگونی، تشابهات بیشتری بین هر دوی این آثار و گزارش‌های سلطنت الیون، اورانوس و ال در نوشته‌ای فیلو بیبلوسی ذکر شده است. هانس گوستاو گوتربوک پیشنهاد کرده که فیلو ممکن است به طور خاص بر منبعی تکیه کرده باشد که مرحله میانی بین چرخه کوماربی و تئوگونی را شکل می‌دهد. با این حال، در تحقیقات جدیدتر تأکید شده که احتمال تأثیر منابع اولیه بر نوشته‌های او باید با بافت تاریخی آنها متعادل شود. آلبرت آی. باومگارتن موضع گوتربوک را مورد انتقاد قرار داده و استدلال کرده است که هیچ یک از افسانه‌های ذکرشده را نمی‌توان به عنوان «واسطه» بین دیگران توصیف کرد. او همچنین با اشاره به اینکه علیرغم مقایسه‌های مکرر انجام شده در مطالعات علمی، تاریخ فنیقی فیلو فاقد تعدادی از عناصر موجود در چرخه کوماربی است، خاطرنشان کرد: دماروس به شیوه‌ای که تشوب کوماربی را به چالش می‌کشد، سلطنت کرونوس را به چالش نمی‌کشد و هیچ جنگی با هیولاها رخ نمی‌دهد. او نتیجه گرفت که چرخه کوماربی، تئوگونی و تاریخ فنیقی صرفاً برداشت‌های متفاوتی از یک بن‌مایه اساطیری مشترک را نشان می‌دهند. اخیراً پیشنهاد شده است که صحنه‌ای در تاریخ فنیقی که در آن اورانوس داگون (داگان) را موظف می‌کند تا دامروس، پسری را که از یک هم‌بالین داشت، تربیت کند، ممکن است اقتباسی بدون خشونت از روایت منشأ تشوب به عنوان پسر، هم آنو و هم کوماربی در چرخه کوماربی باشد، اگرچه داگون اورانوس را به عنوان یک حاکم سرنگون نمی‌کند.
ایان رادرفورد پیشنهاد کرده که یک تعلیقه ناشناس مبنی بر اینکه کرونوس پدر تایفون است، در این زمینه در کیلیکیا قرار دارد، ممکن است بازتاب سنتی مربوط به کوماربی باشد، اگرچه او یادآور می‌شود که شباهت بین هیولای یونانی و اولیکومی یا هداممو مبهم است، و روایت‌های یونانی و آناتولیِ مربوط با هم یکسان نیستند.

## یادداشت
1. ↑  جلد چهارم The Context of Scripture، بخش آناتولی، ص۳۷ تا ۵۹ درباره کوماربی (ترجمه متن همراه با نوشته مفصل هافنر)
2. ↑  با این حال، رابطه بین داگون و خدای آب و هوای مربوط، بعل/ادد، برخلاف رابطه بین کوماربی و پسرش تشوب، خصمانه تلقی نمی‌شد.[۳۵]
3. ↑  این نام معمولا به انگلیسی ترجمه شده است.[۹۵][۱۵]
4. ↑  قهرمان طوفان بین‌النهرینی که نسخه اصلی داستان او در سه لوح آمده است.
5. ↑  «پنجاه» (به اکدی) به گفته گری بکمن صفت انلیل.[۱۲۸] نام بدون دترمینیتیو الهی نوشته شده است.[۱۲۶] این شخصیت در اصل بین‌النهرینی وجود ندارد.[۱۲۷]

## واژگان
1. ↑  theonym
2. ↑  Sumerogram
3. ↑  Volkert Haas
4. ↑  Alalu
5. ↑  Muwatalli II
6. ↑  Alaksandu
7. ↑  Christian Zgoll
8. ↑  Wilfred G. Lambert
9. ↑   Theogony of Dunnu
10. ↑  Emmanuel Laroche
11. ↑  Shalash
12. ↑  Tuttul
13. ↑  Taite
14. ↑  Nabarbi
15. ↑  Samnuha
16. ↑  Alfonso Archi
17. ↑  Ḫedammu
18. ↑  KAL
19. ↑  Song of Ḫedammu
20. ↑  Song of Ullikummi
21. ↑  Kumme